# Yūji Nakazawa
Pour les articles homonymes, voir Nakazawa.
 (mai 2025).
Si vous disposez d'ouvrages ou d'articles de référence ou si vous connaissez des sites web de qualité traitant du thème abordé ici, merci de compléter l'article en donnant les références utiles à sa vérifiabilité et en les liant à la section « Notes et références ».
Yūji Nakazawa (中澤 佑二, Nakazawa Yūji) est un joueur de football japonais né le 25 février 1978 à Yoshikawa, Saitama (Japon). Il évolue au poste de défenseur. Il mesure 187 cm pour 78 kg.

## Biographie
Yuji Nakazawa fait son apparition en Championnat du Japon de football le 13 mars 1999 avec l'équipe de Verdy Kawasaki contre Cerezo Ōsaka, il marque son premier but un peu moins d'un mois plus tard, le 10 avril contre Nagoya Grampus Eight. Après trois saisons au Verdy, devenu Tokyo Verdy en 2001, il part au Yokohama F·Marinos, où il reste toute sa carrière. En dehors de sa première saison à Yokohama où il porte le numéro 38, son numéro de maillot en club a toujours été le 22.
Il est l'un des grands artisans du succès japonais lors des qualifications de la Coupe du monde de football de 2006. Surnommé Bomberhead dans sa jeunesse à cause de ses dreadlocks, ce défenseur a participé aux Jeux olympiques puis à la Coupe d'Asie des nations de football 2004 avec son pays. Après la Coupe du monde 2006, il choisit d'arrêter sa carrière en équipe nationale, pour revenir sur sa décision quelques mois plus tard, et être finalement titulaire à la Coupe du monde de football de 2010, aux côtés de Marcus Túlio Tanaka.

## Palmarès
- Champion du Japon en 2003 et 2004 avec Yokohama F. Marinos

- Vainqueur de la Coupe de la ligue du Japon en 2001 avec Yokohama F. Marinos
- Vainqueur de la Coupe d'Asie des nations de football en 2004
- Vainqueur de la Coupe du Japon de football en 2013 avec les Yokohama F. Marinos

## Distinctions
- M.V.P 2004 (meilleur joueur du Japon)
- J. League Best Eleven : 1999, 2003, 2004, 2005, 2008 et 2013